# Margareta von Brandenburg

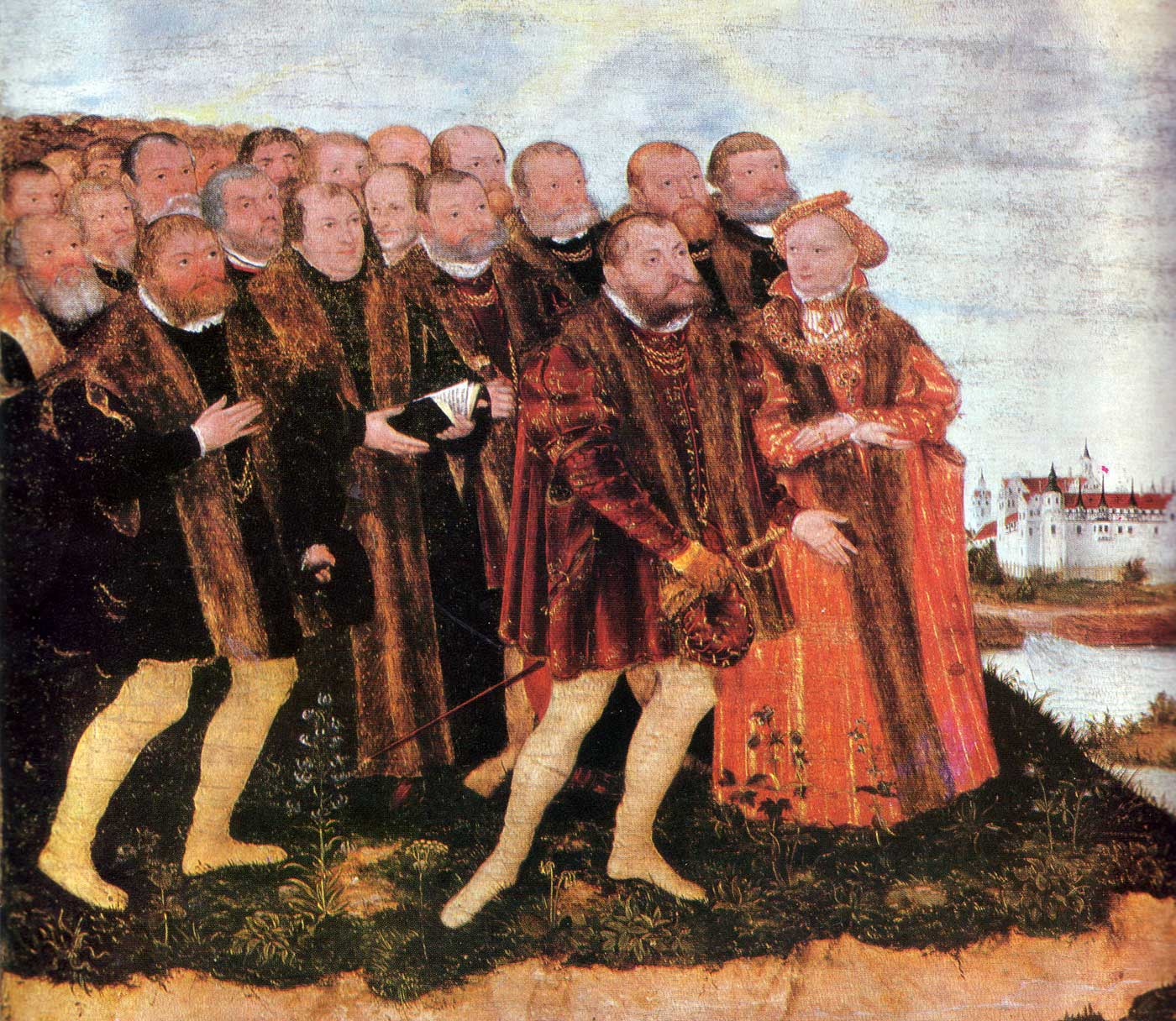
Lucas Cranach d. J.: Die Taufe Christi (Detail), 1556. Die beiden vorderen Personen sollen Markgraf Johann von Küstrin und seine Schwester Margareta darstellen, im Hintergrund das Residenzschloss Dessau. Die Szene spielt auf die 2. Heirat Margaretes 1534 in Dessau an.

Margareta von Brandenburg (* um 1511; † nach 3. November 1577) war eine Prinzessin von Brandenburg und durch Heirat nacheinander Herzogin von Pommern und Fürstin von Anhalt.

## Leben
Margareta war die jüngste Tochter des Kurfürsten Joachim I. von Brandenburg (1484–1535) aus dessen Ehe mit Elisabeth (1485–1555), Tochter des Königs Johann von Dänemark. Ihre Mutter wandte sich der lutherischen Lehre zu und floh 1528 vor den Drohungen ihres Ehemannes nach Sachsen.

### Herzogin von Pommern
Sie heiratete in erster Ehe am 23. Januar 1530 in Berlin Herzog Georg I. von Pommern (1493–1531). Sie brachte 20.000 Gulden Mitgift in die Ehe, wozu von Georg die so genannte Widerlage von ebenfalls 20.000 Gulden sowie die Ämter Barth, Damgarten, Tribsees, Grimmen und Klempenow als Leibgedinge überschrieben. Die Heirat war anscheinend während der Verhandlungen in Grimnitz, die das staatsrechtliche Verhältnis zwischen Brandenburg und Pommern regelten, vereinbart worden. Georg starb bereits ein Jahr nach der Vermählung und Margareta genoss nur kurze Zeit die Einkünfte ihres Wittums. Als Fürst Johann IV. von Anhalt um die in Pommern recht unbeliebte Witwe warb, musste ihr Stiefsohn Philipp eine Steuer erlassen, um ihr die Mitgift zu ersetzen und ihr Leibgedinge einzulösen. Ihr einziges, posthum geborenes Kind mit Georg, eine Tochter, ging mit der Mutter nach Anhalt, sollte aber bei Erreichen des achten Lebensjahres wieder nach Pommern zurückkehren. Der Mutter gelang es in zähen Verhandlungen mit ihrem Stiefsohn, Herzog Philipp I. von Pommern, die Rückreise bis zum Mai 1543 hinauszuzögern.

### Fürstin von Anhalt
Ihr zweiter Ehemann wurde am 15. Februar 1534 in Dessau Fürst Johann IV. von Anhalt (1504–1551). Die Ehe mit Johann gestaltete sich schon bald unglücklich. Margareta floh vor ihrem Ehemann auf den ihr zugesicherten Witwensitz Burg Roßlau. Martin Luther, der versuchte, in der Eheangelegenheit des fürstlichen Paares zu vermitteln, suchte dort auch die Fürstin auf, um sie zu tadeln, dass sie ihren Mann „frech“ verlassen habe. Es muss hierauf zu einem heftigen Wortgefecht gekommen sein, von dem Luther berichtet: Ich habe es ihr deutsch genug gesagt, bis ich sie zum Zorn gegen mich reizte.
Margarete wurde schließlich von ihrem Mann der ehelichen Untreue bezichtigt und 1550 eingekerkert. Johanns Leibarzt wurde gefoltert, um ein Verhältnis mit der Fürstin zu gestehen, was er aber nicht tat. Sie flüchtete aus der Haft und gelangte unter abenteuerlichen Umständen, halb nackt und ausgeraubt 1551 zu ihrem Vetter, dem dänischen König Christian III., nach Kopenhagen. Zeitweise lebte sie bei ihrer Schwester Elisabeth, die ihr empfahl ein drittes Mal zu heiraten, um abgesichert zu sein. Elisabeth hielt ihre Schwester für unzuverlässig und unstet und warnte ihren Schwiegersohn Albrecht, sie bei sich aufzunehmen. Er beherbergte sie dennoch und nach dessen Tod kümmerte sich der preußische Administrator Georg Friedrich um die Hilflose, nachdem ihre Kinder ihr die Unterstützung versagt hatten. In den letzten Lebensjahren führte sie ein unstetes Dasein im pommersch-polnischen Grenzgebiet und soll in dritter Ehe einen einfachen Bauern geheiratet haben. Ebenso soll sie mit ihrer Tochter Georgia während deren Schwangerschaft 1566 noch einmal Kontakt aufgenommen haben und sogar unter falscher Identität bei ihr in Schlochau gewesen sein.

## Nachkommen
Aus ihrer ersten Ehe mit Georg hatte sie eine Tochter:
- Georgia (1531–1573)

⚭ 1563 Graf Stanislaus Latalski von Labischin († 1598)
Aus ihrer zweiten Ehe mit Johann hatte sie folgende Kinder:
- Karl (1534–1561), Fürst von Anhalt-Zerbst

⚭ 1557 Prinzessin Anna von Pommern (1531–1592)
- Joachim Ernst (1536–1586), Fürst von Anhalt

⚭ 1. 1560 Gräfin Agnes von Barby (1540–1569)
⚭ 2. 1571 Prinzessin Eleonore von Württemberg (1552–1618)
- Marie (1538–1563)

⚭ 1559 Graf Albrecht X. von Barby und Mühlingen (1534–1586)
- Bernhard VII. (1540–1570)

⚭ 1565 Prinzessin Klara von Braunschweig-Lüneburg (1550–1598)
- Margarete (1541–1547)
- Elisabeth (1545–1574)

⚭ 1570 Graf Wolfgang II. von Barby (1531–1615)